# Frans Claes
Frans Claes (* 5. Juni 1928 in Webbekom; † 30. November 2006 in Heverlee) war ein belgischer Lexikologe, Lexikograf und Jesuit.

## Leben
Claes trat 1945 in den Jesuitenorden ein. Er besuchte das Sint-Jan Berchmanscollege in Diest und studierte anschließend klassische Philologie in Löwen. 1952 erlangte er in Nijmegen ein Diplom in thomistischer Philosophie und wurde 1961 an der Katholischen Universität Löwen zum Licentiaten der Theologie. Seinen Doktortitel in Germanischer Philologie erhielt er 1968 ebenfalls an der Universität Löwen.
Claes war vor allem als Lexikologe und Lexikograf anerkannt. Seine 1970 veröffentlichte Studie De bronnen van drie woordenboeken uit de drukkerij van Plantijn gilt als wegweisend. Gemeinsam mit Peter Bakema erstellte er 1995 A Bibliography of Dutch Dictionaries, ein wichtiges Referenzwerk in der niederländischen Lexikografie. Neben seiner lexikologischen Tätigkeit war Claes Lexikograf. 1968 trat er als dritter Jesuit dem Redaktionsteam von Verschuerens Modern Woordenboek bei. Unter seiner Leitung erschien 1996 die zehnte Ausgabe unter dem neuen Titel Groot encyclopedisch woordenboek, das linguistische und enzyklopädische Inhalte verband. Außerdem überarbeitete Claes das systematische Wörterbuch Het juiste woord von L. Brouwers, dessen Neuauflagen von 1988 bis 1997 erschienen. Als langjähriges Mitglied der Redaktion von Nederlands van Nu verfasste Claes zahlreiche sprachwissenschaftliche Artikel und beantwortete Leseranfragen.